# Māpuca
Māpuca är en ort i Indien.   Den ligger i distriktet North Goa och delstaten Goa, i den sydvästra delen av landet, 1 500 km söder om huvudstaden New Delhi. Māpuca ligger 14 meter över havet och antalet invånare är 40 122.
Terrängen runt Māpuca är platt. Runt Māpuca är det tätbefolkat, med 913 invånare per kvadratkilometer. Närmaste större samhälle är Panaji, 10,8 km söder om Māpuca. I omgivningarna runt Māpuca växer huvudsakligen savannskog.